# Bertha Benz Memorial Route
| Bertha Benz Memorial Route | Bertha Benz Memorial Route                            |
| -------------------------- | ----------------------------------------------------- |
| Símbolo oficial:           |                                                       |
| País:                      | Alemanha                                              |
| Distância:                 | 194 km (120 milhas)                                   |
| Localização:               | aproximadamente entre Frankfurt am Main e Baden-Baden |
| Estado:                    | Baden-Württemberg                                     |
| Região:                    | Baden do Norte                                        |
| Direcção:                  | Norte-Sul, Sul-Norte                                  |
| Início:                    | Mannheim                                              |
| Ponto mais distante:       | Pforzheim                                             |
| Final:                     | Mannheim                                              |
| Altitude:                  | 89 m até 359 m NMM.                                   |

A Bertha Benz Memorial Route é um roteiro turístico temático em Baden-Württemberg na Alemanha e membro do Roteiro Europeu do Património Industrial. A partir do seu início em 2008, qualquer pessoa pode seguir as pisadas da primeira viagem de longa distância, feita de automóvel em 1888.

## História

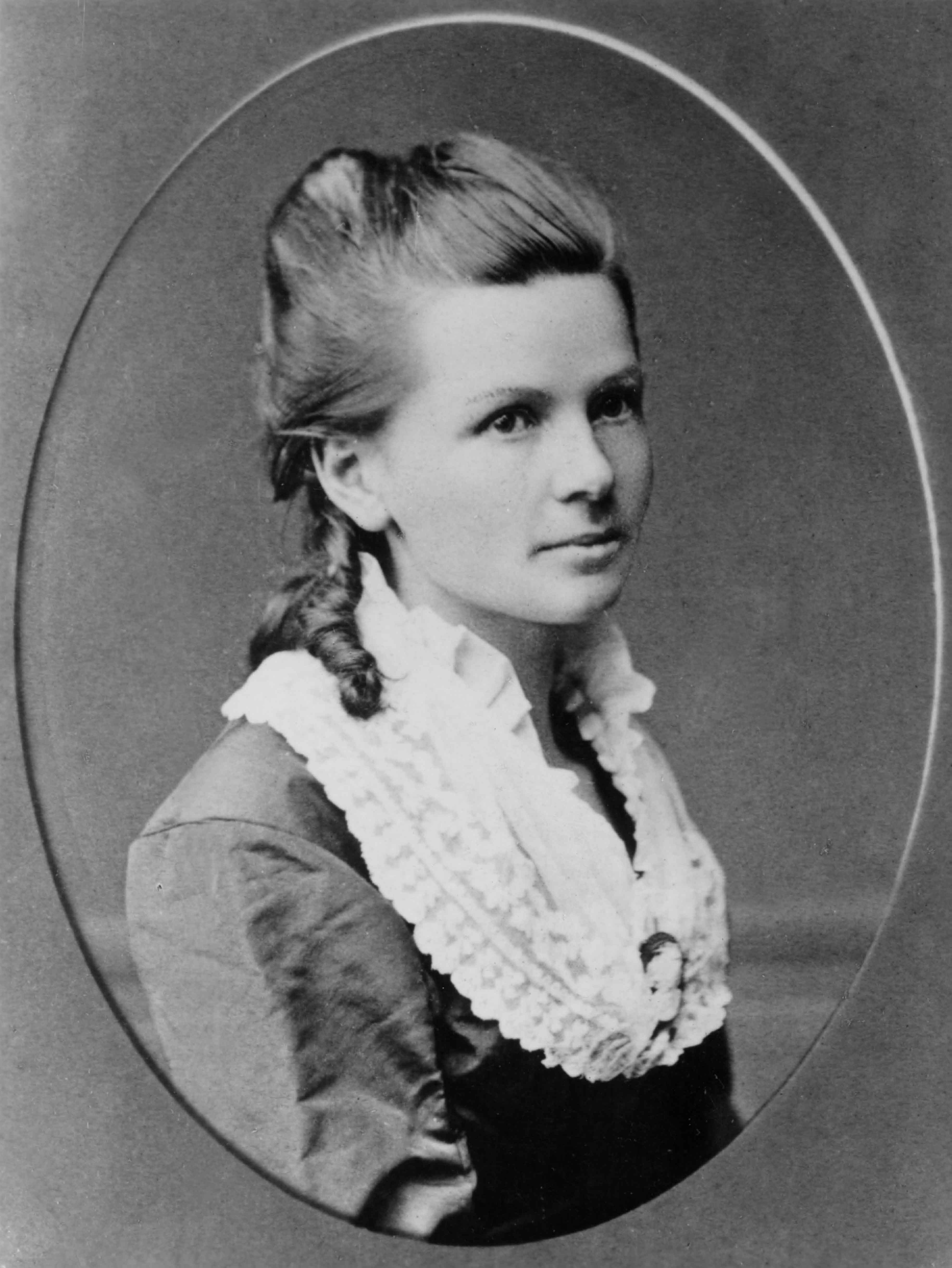
Bertha Benz (1849 - 1944)

Em 1886 quando o Dr. Karl Benz inventou o automóvel em Mannheim, na Alemanha (Patente No. 37 435) ninguém manifestava interesse em comprá-lo.
No princípio de agosto de 1888, Bertha Benz com os seus filhos Eugen e Richard (14 e 15 anos), fez o percurso de Mannheim para Pforzheim, sem o conhecimento do marido, num dos automóveis recentemente construídos, o Benz Patent-Motorwagen Nr. 3. Com o feito, ela tornou-se a primeira pessoa a fazer de automóvel uma viagem de longa distância, percorrendo 104 km (64 milhas). Os trajetos feitos anteriormente tinham sido curtos, tratando-se apenas de experiências com mecânicos assistentes.

Apesar de Bertha Benz ter manifestado como objectivo da viagem, fazer uma visita à mãe, ela tinha outra ideia em mente. Ela pretendia demonstrar ao marido, que o automóvel se poderia tornar um êxito financeiro, uma vez mostrada a sua utilização ao mundo inteiro. Na sua opinião, o marido nao tinha comercializado a invenção adequadamente.

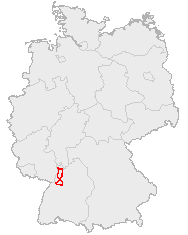
Mapa da Alemanha com o roteiro oficial da comemoração da viagem feita por Bertha Benz em 1888

Durante o trajecto Bertha viu-se confrontada com vários problemas. O combustível utilizado era a ligroína, uma mistura de hidrocarbonetos extraídos do petróleo bruto, de pontos de ebulição compreendidos entre 70 °C e 120 °C e que tinha de ser adquirido numa farmácia. A ainda existente Stadtapotheke em Wiesloch, a alguns quilómetros a sul de Heidelberg, tornou-se na primeira estação de gasolina no mundo.
Usando um dos seus ganchos de cabelo, Bertha Benz limpou o tubo do combustível, que estava obstruído e com uma liga das meias conseguiu isolar um fio.
Bertha e os filhos deixaram Mannheim de madrugada e chegaram em Pforzheim ao anoitecer. Eles apressaram-se a comunicar o êxito da viagem via telegrama a Carl Benz e fizeram a viagem de regresso a Mannheim, três dias mais tarde.
As pessoas assustavam-se à passagem do automóvel e a viagem recebeu imensa publicidade, como Bertha Benz tinha previsto. O relato da viagem e a publicidade foram muito úteis para Carl Benz. Melhoramentos úteis puderam ser feitos com base nas sugestões da esposa, como a introdução de uma mudança adicional para as subidas.

## Organismo responsável
Em 2007 uma iniciativa sem fins lucrativos, liderada por Edgar e Frauke Meyer, fundou duas sociedades, a Bertha Benz Memorial Route e.V. e a Bertha Benz Memorial Club e.V., para comemorar o facto histórico.
Em 25 de Fevereiro de 2008 as autoridades alemãs aprovaram oficialmente a Bertha Memorial Route como roteiro turístico e histórico, um monumento dinâmico de 194 km de cultura industrial alemã.

## O Roteiro

### Ida

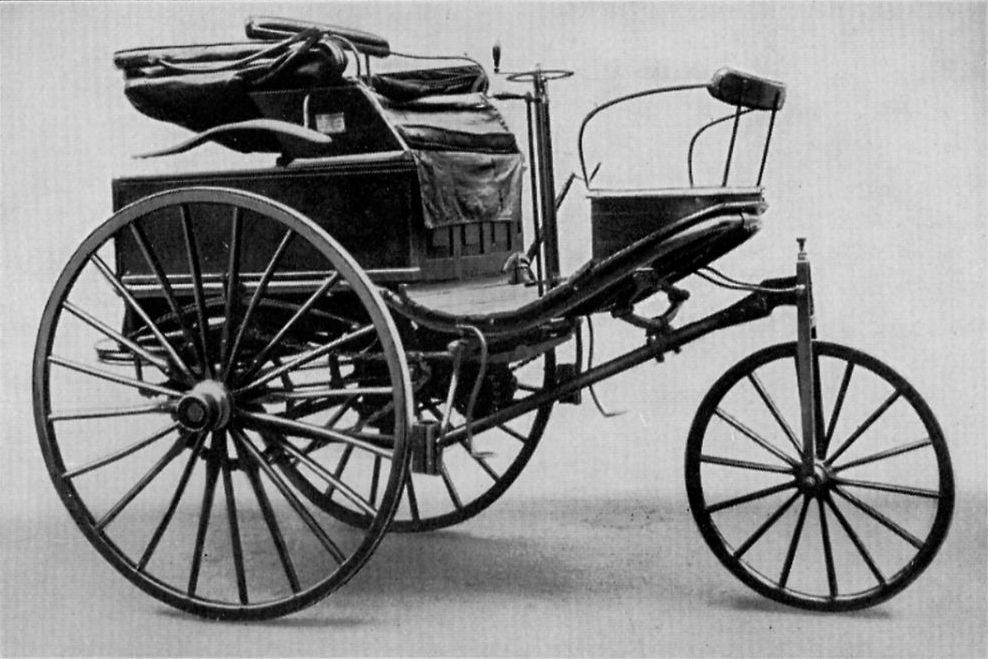
Benz Patent-Motorwagen Nr. 3 de 1888

De Mannheim a Pforzheim aproximadamente 104 km (64 milhas) na direcção sul.
GPS-Download
Mannheim, Mannheim-Feudenheim, Ilvesheim, Ladenburg, Schriesheim, Dossenheim, Heidelberg, Leimen, Nußloch, Wiesloch, Mingolsheim, Langenbrücken, Stettfeld, Ubstadt, Bruchsal, Untergrombach, Weingarten, Karlsruhe-Grötzingen, Berghausen, Söllingen, Kleinsteinbach, Wilferdingen, Königsbach, Stein, Eisingen, Pforzheim

### Volta
De Pforzheim a Mannheim aproximadamente 90 km (56 milhas) na direcção norte.
GPS-Download
Pforzheim, Bauschlott, Bretten, Gondelsheim, Helmsheim, Heidelsheim, Bruchsal, Forst, Hambrücken, Wiesental, Kirrlach, Reilingen, Hockenheim, Talhaus, Ketsch (Baden), Schwetzingen, Mannheim-Friedrichsfeld, 
Mannheim-Seckenheim, Mannheim

## Paisagens
O caminho original tomado por Bertha Benz passa por lugares hoje quase esquecidos e conduz a uma das mais pitorescas regiões da Alemanha, a região dos vinhos de Baden.
Este roteiro do património industrial inclui algumas estradas romanas na planície setentrional do curso alto do Rio Reno, como por exemplo, a Bergstrasse (estrada da montanha), passa ao longo de uma serra muito arborizada, Odenwald e de Kraichgau. Pouco antes de Karlsruhe, segue através do vale do rio Pfinz na direcção de Pforzheim, para o Norte da Floresta Negra (Schwarzwald).
Como Bertha Benz temia as subidas com o automóvel, na viagem de volta ela tomou um outro caminho, seguindo ao longo do Rio Reno até chegar a Mannheim.

## Lugares a visitar
- Mannheim: Schloss Mannheim, Luisenpark, Torre d'água (Wasserturm)
- Ladenburg: Museu do Automóvel Dr. Carl Benz, House of the Benz Family, Old Town
- Heidelberg: Castelo de Heidelberg, Old Town, Old Bridge
- Wiesloch: The World's first Filling-Station (Town Pharmacy)
- Bruchsal: Schloss Bruchsal
- Pforzheim: Museum of Jewelry, House of Industry
- Bretten: Philipp Melanchthon's House, close by Mosteiro de Maulbronn (Património Mundial of UNESCO), students: Johannes Kepler, Friedrich Hölderlin, Hermann Hesse (O Lobo da Estepe)
- Hockenheim: Museum of Motorsports at the Hockenheimring, Hockenheimring
- Schwetzingen: Schloss Schwetzingen

## Galeria

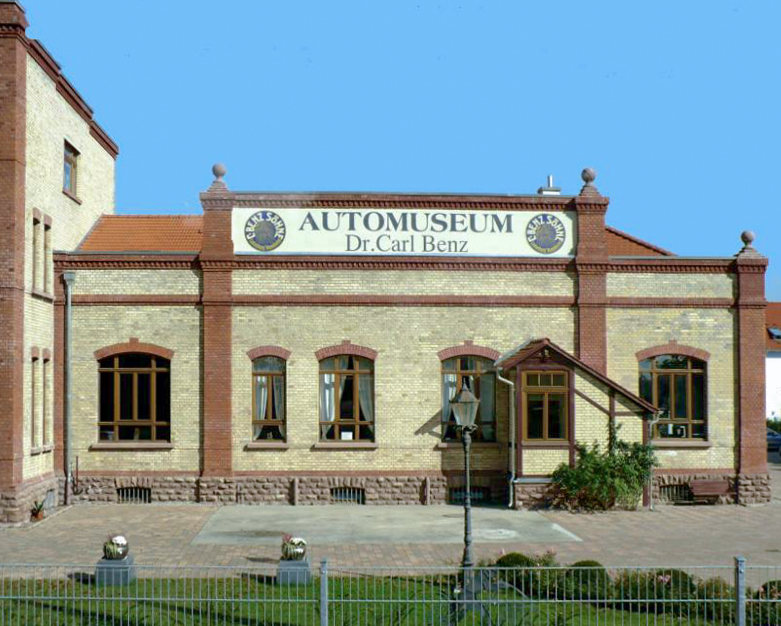
Museu do Automóvel Dr. Carl Benz, Ladenburg
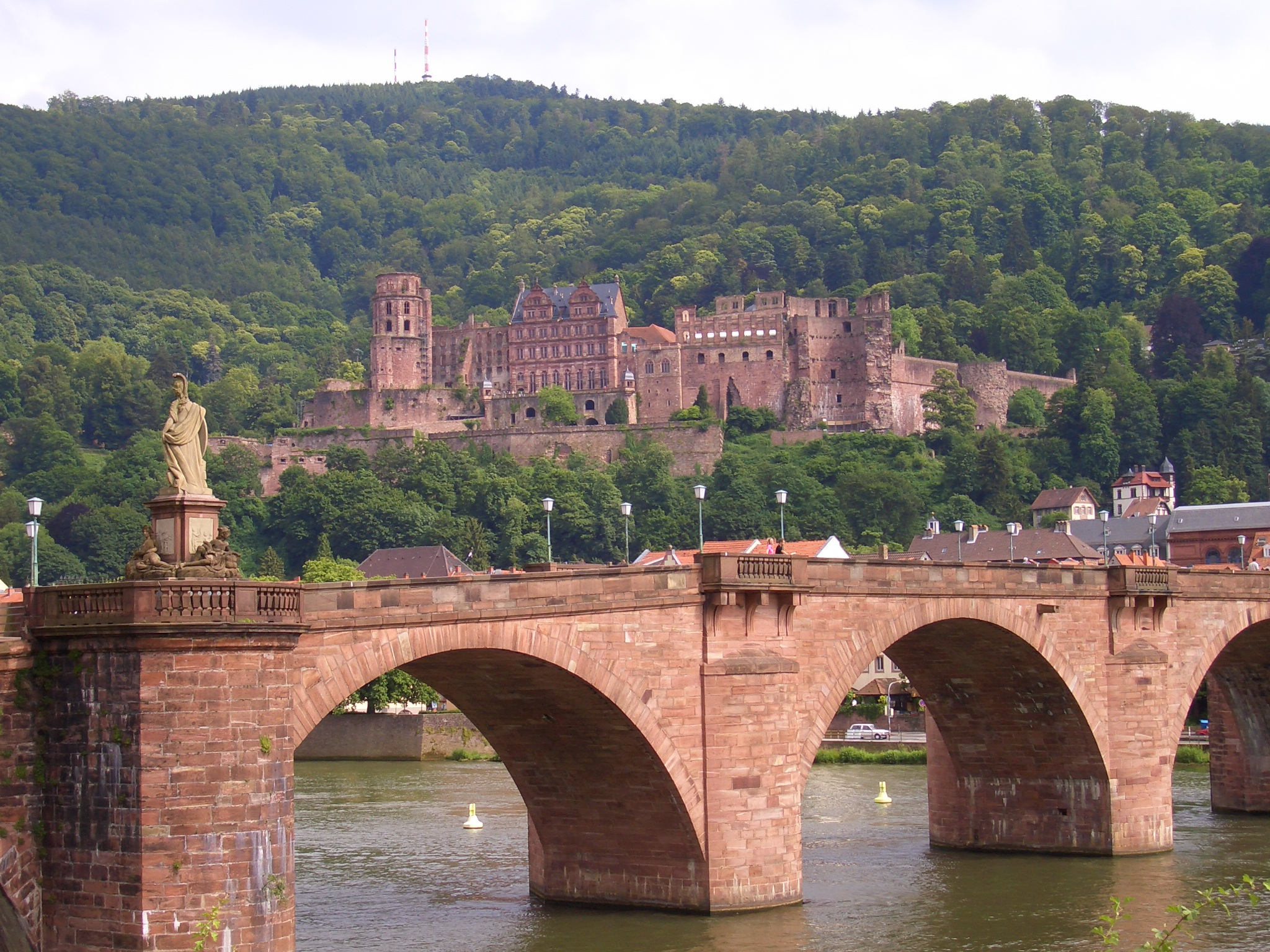
Castelo de Heidelberg and Old Bridge
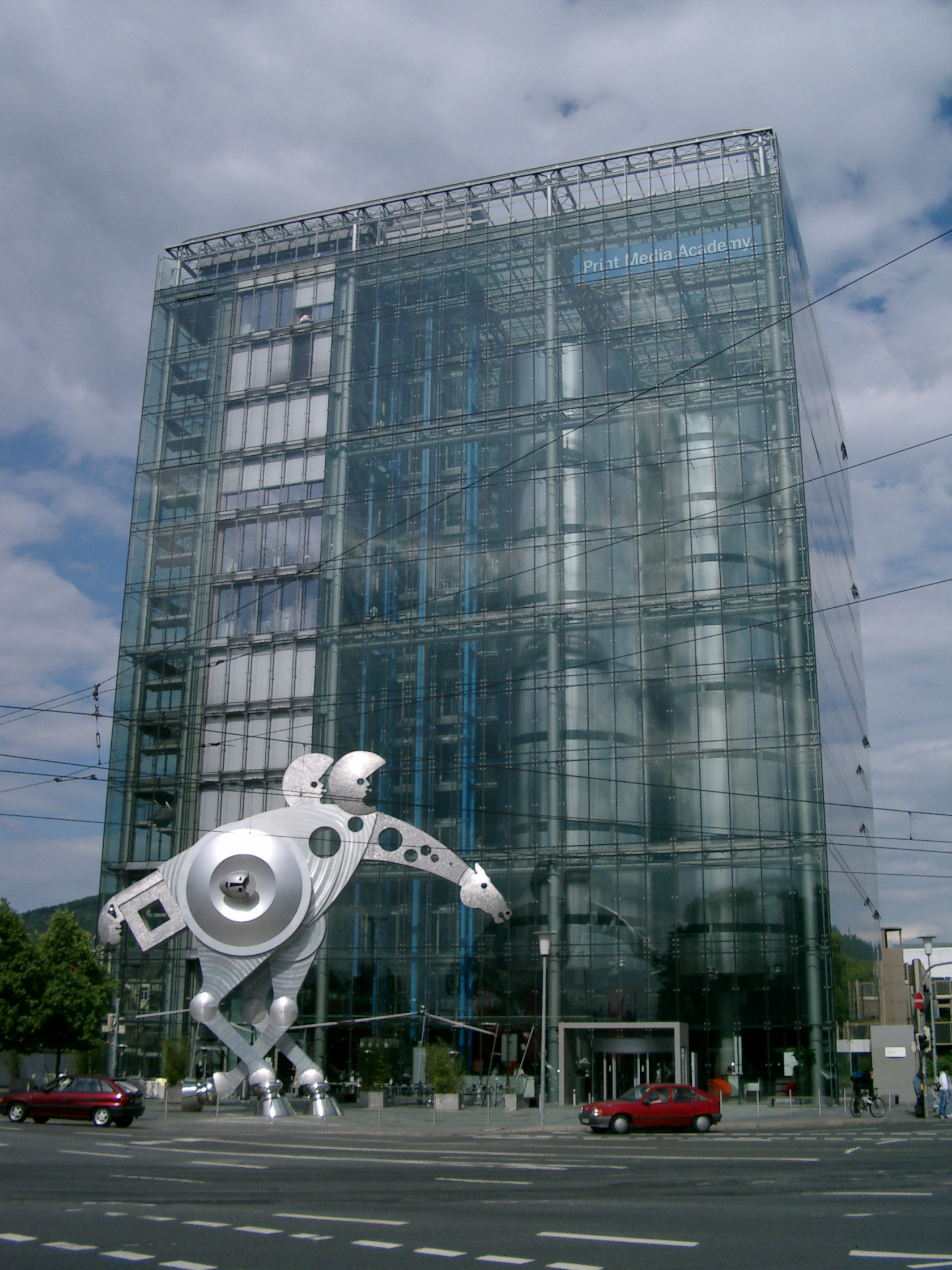
Heidelberger Druckmaschinen
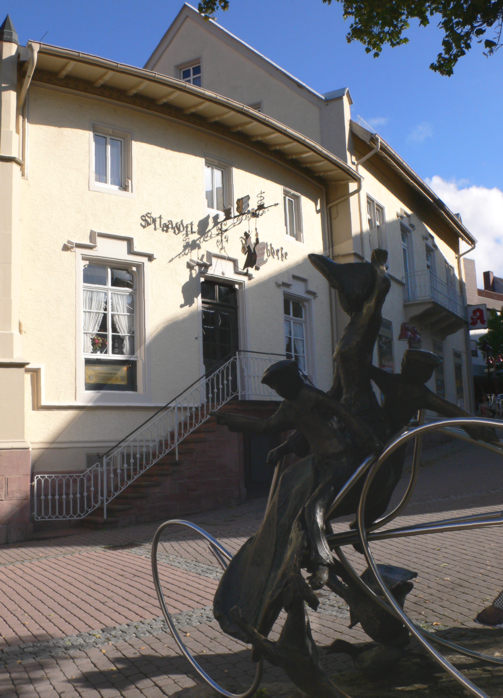
The Town Pharmacy in Wiesloch, the World's first Filling-Station
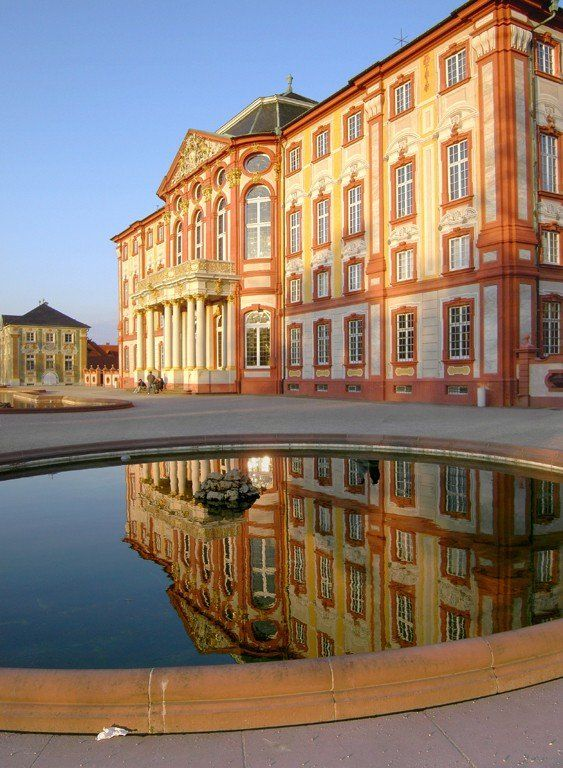
Schloss Bruchsal
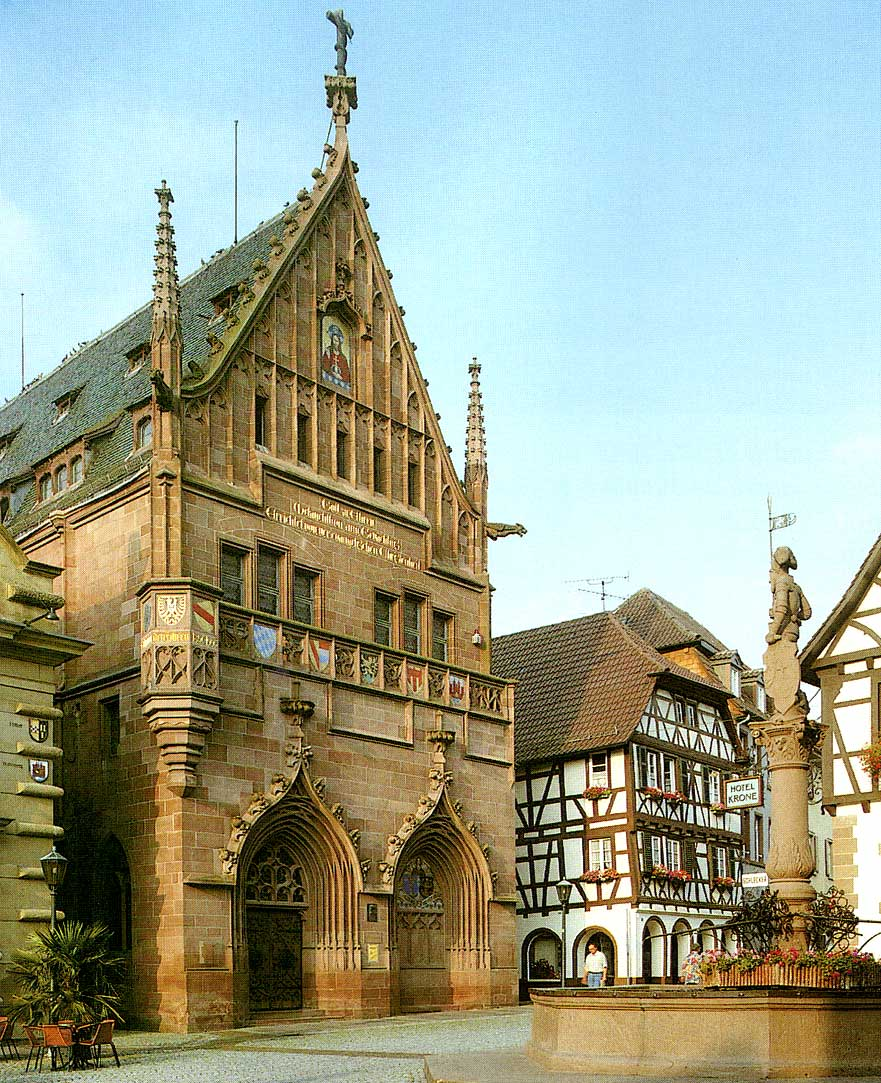
Philipp Melanchthon's House, Bretten
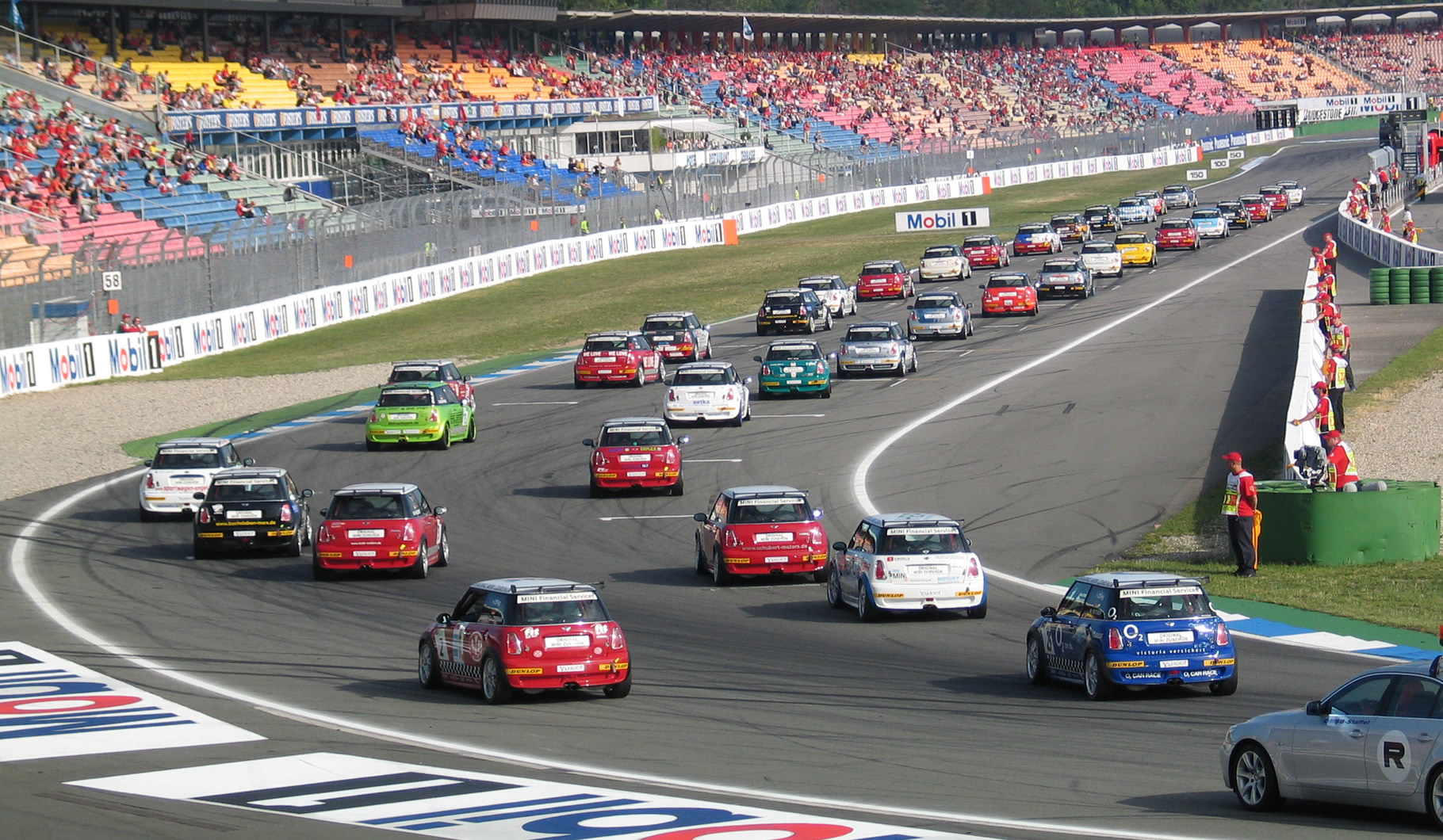
Hockenheimring
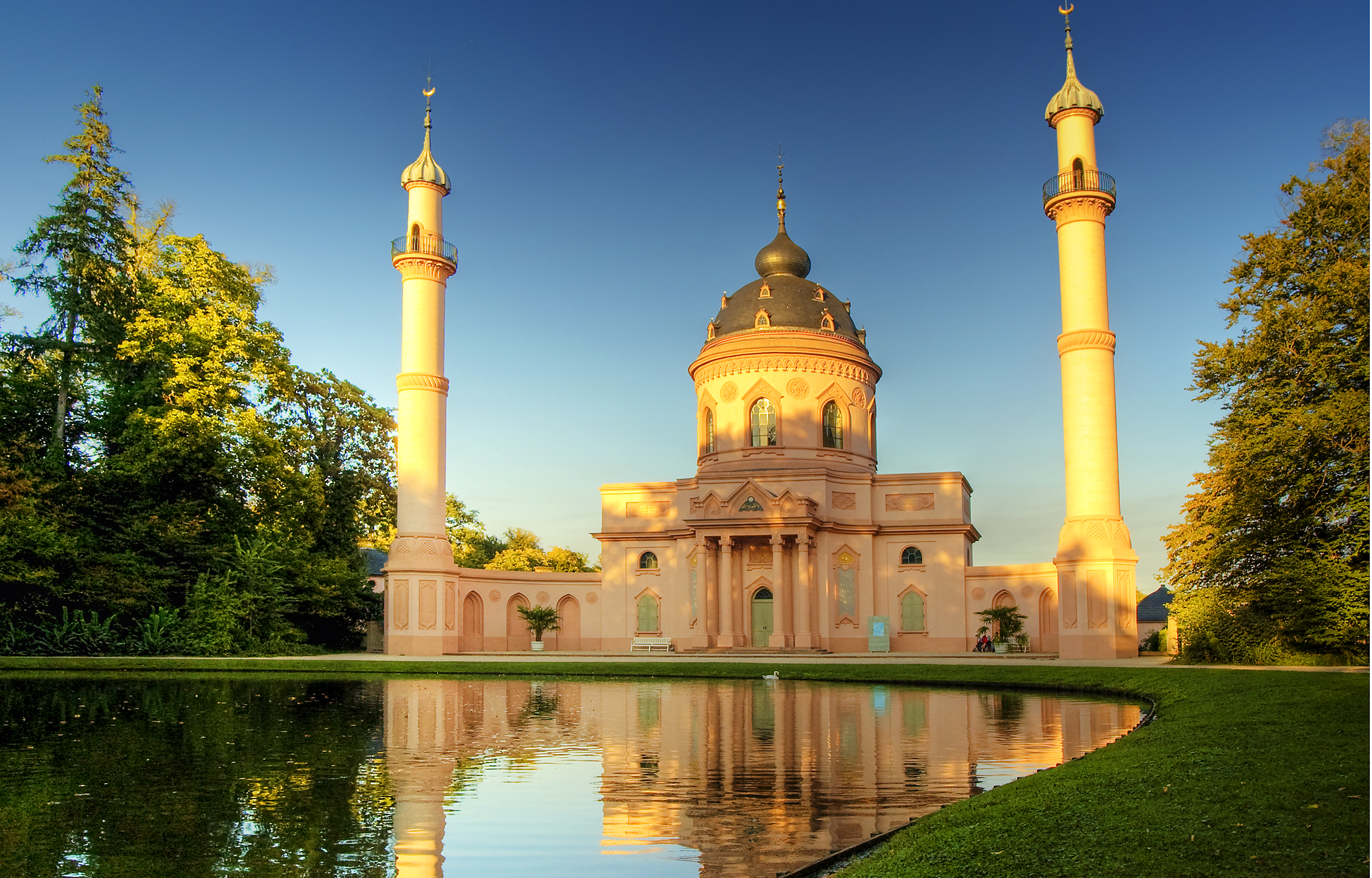
Red Mosque of Schloss Schwetzingen